# Куп Истанбула 2005.
Куп Истанбула 2005. је нови тениски турнир који се игра у Истанбулу у Турској. Турнир ће се од ове године налазити на листи ВТА турнира и који ће се одржавати седмицу пре Ролан Гароса. Први турнир се играо од 16. маја до 22. маја 2005.
Турнир је III категорије са наградним фондом од 200.000 долара. Игра се на отвореним теренима, са подлогом од шљаке. Учествују 32 тенисерке у појединачној конкуренцији и 16 парова.

## Победнице

### Појединачно
Винус Вилијамс —  Никол Вајдишова 6-3, 6-2,
- Ово је за Винус Вилијамс била 32. титула у каријери.

### Парови
Марта Мареро /  Антонела Сера Занети — 
Данијела Клеменшиц /  Сандра Клеменшиц 6-1, 6-3
- Ово је друга титула у каријери обе тенисерке у игри парова са разним партнерка.